# Lista de deputados estaduais de Minas Gerais da 13.ª legislatura
Esta é uma lista de deputados estaduais de Minas Gerais eleitos para a 13ª Legislatura. São relacionados o nome civil dos parlamentares que assumiram o cargo em 1995, cujo mandato expirou em 1999.

## Composição das bancadas
| Partido | Líder                     | Bancada | Posição  |
| ------- | ------------------------- | ------- | -------- |
| PMDB    | Jorge Eduardo de Oliveira | 13 / 77 | Oposição |
| PP      | Sebastião Helvécio        | 11 / 77 | Oposição |
| PTB     | Ajalmar José da Silva     | 10 / 77 | Governo  |
| PFL     | Sebastião Navarro Filho   | 9 / 77  | Governo  |
| PSDB    | Péricles Ferreira         | 8 / 77  | Governo  |
| PT      | Ivo José da Silva         | 8 / 77  | Oposição |
| PDT     | Ibrahim Jacob             | 7 / 77  | Oposição |
| PL      | Ermano Batista Filho      | 4 / 77  | Governo  |
| PSD     | Irani Barbosa             | 2 / 77  | Governo  |
| PV      | Wilson Trópia             | 1 / 77  | Oposição |
| PPR     | Ailton Vilela             | 1 / 77  | Governo  |
| PSB     | João Batista de Oliveira  | 1 / 77  | Oposição |
| PPS     | Marco Regis               | 1 / 77  | Oposição |
| PMN     | Raul Lima Neto            | 1 / 77  | Oposição |

## Relação
| Nome                                                  | Partido | Observações |
| ----------------------------------------------------- | ------- | --- |
| Agostinho Patrús                                      | PTB     | Licenciou-se para ocupar o cargo de Secretário de Estado da Casa Civil e Comunicação Social, sendo substituído por Roberto Mauro Amaral no período de 21/1/1997 a 2/3/1998. |
| Ailton Paranaíba Vilela                               | PPR     | |
| Ajalmar José da Silva                                 | PTB     | |
| Alberto Pinto Coelho Júnior                           | PP      | |
| Aldimar Dimas Rodrigues                               | PP      | |
| Alencar Magalhães da Silveira Júnior                  | PDT     | |
| Almir Paraca Cristovão Cardoso                        | PT      | Renunciou em 31/12/1996, para tomar posse como Prefeito Municipal de Paracatu, sendo substituído por Adelmo Carneiro Leão a partir de 3/1/1997. |
| Álvaro Antônio Teixeira Dias                          | PDT     | |
| Anderson Adauto Pereira                               | PMDB    | |
| Anivaldo Antônio dos Santos (Anivaldo Coelho)         | PT      | |
| Antônio Genaro Oliveira                               | PP      | |
| Antônio Júlio de Faria                                | PMDB    | |
| Antônio Roberto Lopes de Carvalho                     | PMDB    | |
| Antônio Felipe Zeitune (Toninho Zeitune)              | PMDB    | |
| Benedito Rubens Renó Guedes                           | PDT     | Licenciou-se para ocupar o cargo de Secretário de Estado de Recursos Minerais, Hídricos e Energéticos, sendo substituído por Elbe Figueiredo Brandão no período de 3/2/1995 a 12/8/1997. |
| Carlos Moura Murta                                    | PP      | Renunciou em 31/12/1996, para tomar posse como Prefeito Municipal de Vespasiano, sendo substituído por Jaime Martins do Espírito Santo a partir de 6/1/1997, que faleceu em 5/3/1997, sendo substituído por Luiz Fernando Ramos Faria a partir de 10/3/1997. |
| Carlos Welth Pimenta de Figueiredo                    | PL      | |
| Cleuber Brandão Carneiro                              | PFL     | |
| Dilzon Luiz de Melo                                   | PTB     | |
| Dinis Antônio Pinheiro                                | PSD     | |
| Djalma Florêncio Diniz                                | PFL     | |
| Durval Angelo Andrade                                 | PT      | |
| Elmo Braz Soares                                      | PP      | |
| Ermano Batista Filho                                  | PL      | |
| Francisco Ramalho da Silva Filho                      | PSDB    | |
| Geraldo Gomes Rezende                                 | PMDB    | Licenciou-se para ocupar o cargo de Secretário de Estado da Indústria e Comércio, sendo substituído por Geraldo da Costa Pereira a partir de 5/1/1999. |
| Geraldo Nascimento de Oliveira                        | PT      | |
| Geraldo Paulino Santanna                              | PMDB    | |
| Gilberto Wagner Martins Pereira Antunes (Gil Pereira) | PP      | |
| Gilmar Alves Machado                                  | PT      | |
| Glycon Terra Pinto                                    | PP      | |
| Hely Tarqüínio                                        | PP      | |
| Ibrahim Jacob                                         | PDT     | |
| Irani Vieira Barbosa                                  | PSD     | |
| Ivair Nogueira do Pinho                               | PDT     | Licenciou-se para ocupar o cargo de Secretário de Estado de Esportes, sendo substituído por Elbe Figueiredo Brandão a partir de 5/1/1999. |
| Ivo José da Silva                                     | PT      | |
| Jairo Ataíde Vieira                                   | PFL     | Renunciou em 31/12/1996, para tomar posse como Prefeito Municipal de Montes Claros, sendo substituído por Wilson Pires Neves a partir de 3/1/1997. |
| João Batista de Oliveira                              | PSB     | |
| João Leite da Silva Neto                              | PSDB    | |
| Jorge Eduardo Vieira de Oliveira                      | PMDB    | |
| Jorge Hannas                                          | PFL     | Faleceu em 24/9/1998, sendo substituído por Isabel Aparecida do Nascimento a partir de 28/10/1998. |
| José Arnaldo Canarinho                                | PSDB    | |
| José Bonifácio Mourão                                 | PMDB    | Renunciou em 31/12/1996, para tomar posse como Prefeito Municipal de Governador Valadares, sendo substituído por Antônio Eustáquio Andrade Ferreira a partir de 3/1/1997. |
| José Bonifácio Tamm de Andrada (José Bonifácio Filho) | PTB     | |
| José Castro Braga                                     | PDT     | |
| José Ferraz da Silva                                  | PTB     | Licenciou-se para ocupar o cargo de Secretário de Estado do Trabalho e Ação Social, sendo substituído por Mauro Lobo Martins Júnior a partir de 3/2/1995, que licenciou-se para ocupar o cargo de Secretário de Estado de Ciência, Tecnologia e Meio Ambiente, sendo substituído por Miguel Arcanjo da Costa Barbosa nos períodos de 6/2/1995 a 15/2/1996 e de 8/3/1996 a 18/5/1997 e Baldonedo Arthur Napoleão de 5/6 a 16/11/1997. Renunciou em 15/2/1996 para ocupar o cargo de Conselheiro do Tribunal de Contas do Estado de Minas Gerais. |
| José Henrique Lisboa Rosa                             | PMDB    | |
| José Maria André de Barros                            | PSDB    | |
| José Miguel Martini                                   | PSDB    | |
| José Militão Costa                                    | PSDB    | Licenciou-se para ocupar o cargo de Secretário de Estado de Assuntos Municipais, sendo substituído por Arnaldo Francisco Penna no período de 3/2/1995 a 29/12/1996. |
| Kemil Said Kumaira                                    | PMDB    | |
| Leonídio Henrique Corrêa Bouças                       | PFL     | |
| Luiz Antônio Zanto Campos Borges                      | PP      | Renunciou em 31/12/1996, para tomar posse como Prefeito Municipal de Frutal, sendo substituído por Ambrósio Pinto a partir de 3/1/1997. |
| Marcelo Vasconcelos de Oliveira                       | PTB     | Renunciou em 31/12/1996, para tomar posse como Prefeito Municipal de Sete Lagoas, sendo substituído por Arnaldo Francisco Penna a partir de 3/1/1997. |
| Marcelo Jerônimo Gonçalves                            | PDT     | Licenciou-se para ocupar o cargo de Secretário de Estado de Recursos Minerais, Hídricos e Energéticos, sendo substituído por Elbe Figueiredo Brandão no período de 13/8/1997 a 2/3/1998. |
| Marco Regis de Almeida Lima                           | PPS     | |
| Marcos Helênio Leoni Pena                             | PT      | |
| Maria José Haueisen Freire                            | PT      | |
| Maria Olívia de Castro e Oliveira                     | PTB     | |
| Mauri José Torres Duarte                              | PMDB    | |
| Olavo Bilac Pinto Neto                                | PFL     | |
| Olinto Dias Godinho                                   | PL      | |
| Paulo César de Carvalho Pettersen                     | PP      | |
| Paulo Piau Nogueira                                   | PFL     | |
| Paulo Sérgio Miranda Schettino                        | PTB     | |
| Péricles Ferreira dos Anjos                           | PSDB    | |
| Raul Lima Neto                                        | PMN     | |
| Rêmolo Aloise                                         | PMDB    | |
| Romeu Ferreira de Queiroz                             | PTB     | |
| Ronaldo Vasconcellos Novais                           | PL      | |
| Sebastião Costa da Silva                              | PFL     | |
| Sebastião Helvécio Ramos de Castro                    | PP      | |
| Sebastião Navarro Vieira Filho                        | PFL     | |
| Simão Pedro Toledo                                    | PTB     | Renunciou para ocupar o cargo de Conselheiro do Tribunal de Contas do Estado de Minas Gerais, sendo substituído por Miguel Arcanjo da Costa Barbosa a partir de 19/5/1997. |
| Tarcísio Humberto Parreiras Henriques                 | PMDB    | Licenciou-se para ocupar o cargo de Secretário de Estado da Justiça, sendo substituído por Antônio Eustáquio Andrade Ferreira no período de 3/2/1995 a 31/12/1996 e Geraldo da Costa Pereira de 3/3/1997 a 2/3/1998. |
| Wanderley Geraldo de Ávila                            | PSDB    | |
| Wilson de Oliveira Trópia                             | PV      | |